# Calceolaria obliqua
Calceolaria obliqua är en toffelblomsväxtart som beskrevs av U. Molau. Calceolaria obliqua ingår i släktet toffelblommor, och familjen toffelblomsväxter. Inga underarter finns listade i Catalogue of Life.